# مقدس (فلم 2018)
مقدس (بالإندونيسية: Sakral) هو فيلم الرعب إندونيسي تم إصداره في 20 سبتمبر 2018. هذا الفيلم من بطولة أولا رملان.

## طاقم العمل
- أولا رملان

## روابط خارجية
● مقدس نسخة محفوظة 3 فبراير 2024 على موقع واي باك مشين. على موقع كلاسيك نسخة محفوظة 3 فبراير 2024 على موقع واي باك مشين.
- مقدس على موقع IMDb (الإنجليزية)
- مقدس على موقع قاعدة بيانات الفيلم (الإنجليزية)
- مقدس على موقع ليتربوكسد (الإنجليزية)
- مقدس على موقع كينوبويسك (الروسية)